# Иво Визин
Иво Визин (Прчањ, 1806 — 1868) био је морепловац.

## Биографија
Рођен је у породици из Истре. Школовао у родној Боки гдје је стекао звање поморског капетана. 
Капетан Визин је имао једрењак дугачак 30 метара, чија је носивост била 311 тона. Звао се Сплендид и имао је 11 чланова посаде. Назив „Сплендид” је добио тако што, кад је капетан Иво Визин угледао свој брод по први пут, узвикнуо „сплендидо”, што на италијанском језику значи „предиван”.  Испловивши 1852. године из белгијске луке Антверпен, једрењак је кренуо за чилеанску луку Валпараисо. Свраћао је у Сан Франциско и Хонолулу. На Далеки исток је стигао 1853. године и Визин је на тим просторима трговао шест година пловећи Тихим океаном и Кинеским морем. За Европу је кренуо из Сингапура, ишао је око Рта добре наде и 1859. године је стигао у енглеску луку Плимут.
Пловидба је трајала 9 година и једрењак је прешао преко 100.000 наутичких миља.